# Ivana Kořínková
Ivana Kořínková rozená Kolínská (* 20. října 1950 Praha) je československá hráčka basketbalu. Je vysoká 164 cm. Je zařazena na čestné listině zasloužilých mistrů sportu.

## Sportovní kariéra
V basketbalovém reprezentačním družstvu Československa v letech 1970 až 1976 hrála celkem 65 utkání a má podíl na dosažených sportovních výsledcích. Zúčastnila se Olympijských her 1976 (Montreal, Kanada) - 4. místo, Mistrovství světa 1975 v Kolumbii - 3. místo, dvou Mistrovství Evropy 1974, 1976, na nichž získala dvě stříbrné medaile za druhá místa v letech 1974 a 1976. Hrála za družstvo žen Výběru Evropy v roce 1976 v Clermont Ferrand proti Sovětskému svazu 66:114.
V československé basketbalové lize žen hrála celkem 6 sezón (1970-1976) za družstvo Sparta Praha, s nímž získala v ligové soutěži pět titulů mistra Československa (1970-1972,1973-1976) a jedno druhé místo (1973). V roce 1976 byla vybrána jako basketbalistka roku a v letech 1973-1976 byla třikrát vybrána do All-Stars - nejlepší pětice hráček československé ligy. Je na 140. místě v dlouhodobé tabulce střelkyň československé ligy žen za období 1963-1993 s počtem 1099 bodů. S klubem se zúčastnila 4 ročníků Poháru mistrů evropských zemí v basketbalu žen (PMEZ) (1971-1976) s nímž dvakrát hrála finále poháru, z toho jedenkrát byla vítězem Poháru evropských mistrů v roce 1976 a na druhém místě v roce 1992 po prohře ve finále s klubem Daugawa Riga. Dále dvakrát prohrála v semifinále Poháru mistrů proti klubům Daugawa Riga (1973) a CUC Clermont Ferrrand (1975).  

## Sportovní statistika

### Kluby
- 1970-1976 Sparta Praha, celkem 6 medailových umístění: 5x mistryně Československa (1970-1972, 1973-1976), 1x vicemistryně Československa (1973)
- 1973-1976: All Stars - nejlepší pětka hráček ligy - zařazena 3x: 1973/74 až 1975/76

### Evropské poháry
S klubem Sparta Praha v Poháru mistrů evropských zemí v basketbalu žen (PMEZ), kde je uveden počet zápasů (vítězství - porážky) a celkový výsledek v soutěži:
- 1972 - 12 (6-6), výhra v semifinále nad CUC Clermont Ferrand, Francie, prohra ve finále s Daugawa Riga, 2. místo
- 1973 - 10 (6-4), v semifinále vyřazena od Daugawa Riga
- 1975 - 10 (6-4), v semifinále vyřazena od CUC Clermont Ferrand, Francie
- 1976 - 10 (6-4), výhra v semifinále nad GS San Giovanni, Itálie a ve finále nad CUC Clermont Ferrand, Francie (55:58, 77:57) Sparta Praha vítězem FIBA Poháru evropských mistrů v basketbale žen 1976,
- Celkem 4 ročníky poháru, 2x účast ve finále, vítěz Poháru mistrů evropských zemí v basketbalu žen 1976, 2. místo (1972), 2x účast v semifinále

### Československo
- Olympijské hry 1976 Montreal (47 bodů /5 zápasů) 4. místo
- Mistrovství světa: 1975 Cali, Kolumbie (46 bodů /8 zápasů) 3. místo
- Mistrovství Evropy: 1974 Cagliari, Itálie (52 /8) 2. místo, 1976 Clermont Ferrand, Francie (66 /8) 2. místo, celkem na dvou ME 118 bodů a 16 zápasů
- 1972-1976 celkem 67 mezistátních zápasů, na čtyř OH, MS a ME celkem 211 bodů v 29 zápasech
- 1976: basketbalistka roku, vyhlásila Československá basketbalová federace
- Titul zasloužilá mistryně sportu

### Výběr Evropy žen
Hrála za družstvo žen Výběru Evropy v Clermont Ferrand, Francie dne 01.11.1976 proti Sovětskému svazu 66:114, spoluhráčkou byla Hana Doušová-Jarošová